# Mesoskaph

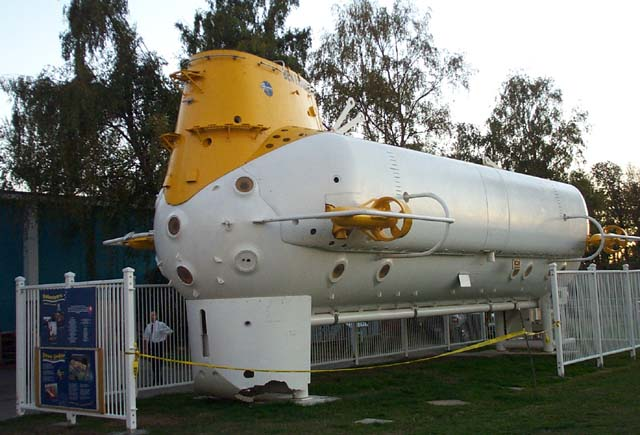
Ben Franklin (PX-15) im Vancouver Maritime Museum

Der Begriff Mesoskaph bzw. Mesoscaph wurde von Auguste Piccard in Anlehnung an den Begriff des Bathyscaphen aus dem griechischen Präfix mesos und dem griechischen Wort scaphos für Schiff geprägt. Er beschreibt eine Klasse von Unterseebooten, die sich unterhalb des Bereiches in der Wassersäule bewegen, die Taucher erreichen können, im Gegensatz zu Bathyscaphen wie der FNRS-3 oder der Trieste aber nicht tiefer als 1000 Faden (1829 m) tauchen können.
Der Begriff wird üblicherweise nur in Zusammenhang mit den von Jacques Piccard gebauten Tauchfahrzeugen Auguste Piccard (PX-8), und der Ben Franklin (PX-15) genutzt.  